# 오산 나들목
오산 나들목(Osan IC)은 경기도 오산시 원동에 설치된 경부고속도로의 42번 교차로(나들목)이다.

## 연혁
- 1968년 12월 30일 : 경부고속도로 수원 ~ 오산 구간 개통과 함께 영업 개시[2]
- 1995년 1월 25일 : 1995년 12월까지 나들목 요금소 확장 공사로 인해 경기도 오산시 원동 366m 구간 도로구역 변경[3]
- 2015년 10월 21일 : 2016년 12월 31일까지 나들목 진입부 차로 확장 공사로 인해 경기도 용인시 기흥구 보라동 ~ 충청북도 청주시 서원구 남이면 척북리 94.8km 구간 도로구역 변경[4]
- 2016년 7월 20일 : 2016년 12월 31일까지 나들목 진출 우회전차로 확장 공사로 인해 경기도 오산시 원동 구간 도로구역 변경[5]
- 2017년 10월 10일 : 2018년 12월 31일까지 나들목 진입로 확장을 위해 경기도 용인시 기흥구 보라동 ~ 충청북도 청주시 서원구 남이면 척북리 94.8km 구간 도로구역 변경[6]

## 구조물 정보
전형적인 트럼펫형 나들목이다. 요금소의 바깥쪽은 오산시내와 바로 맞닿아있으며, 동부대로의 경우 원동고가차도가 위로 지나가고 있다.
- 영업소: 경기도 오산시 원동로 105 (원동)

## 접속하는 도로
- 오산시도 제10호선 (동부대로)
- 오산시도 제2호선 (원동로)
- 간접 연결 : 국도 제1호선 (경기대로, 원동사거리 이용)

## 교통량 정보
| 요금소        | 통행량 (대/일) | 통행량 (대/일) | 통행량 (대/일) | 통행량 (대/일) | 통행량 (대/일) | 통행량 (대/일) | 통행량 (대/일) | 통행량 (대/일) | 통행량 (대/일) | 통행량 (대/일) | 각주  |
| 요금소        | 2001년         | 2002년         | 2003년         | 2004년         | 2005년         | 2006년         | 2007년         | 2008년         | 2009년         | 2010년         | 각주  |
| ------------- | -------------- | -------------- | -------------- | -------------- | -------------- | -------------- | -------------- | -------------- | -------------- | -------------- | ----- |
| 오산 (폐쇄식) | 21,389         | 23,036         | 22,529         | 22,783         | 23,052         | 23,762         | 24,846         | 24,609         | 23,822         | 21,853         | [ 7 ] |
| 요금소        | 2011년         | 2012년         | 2013년         | 2014년         | 2015년         | 2016년         | 2017년         | 2018년         | 2019년         |                | [ 7 ] |
| 오산 (폐쇄식) | 22,066         | 23,410         | 24,030         | 25,287         | 25,921         | 26,793         | 26,342         | 26,741         | 27,471         |                | [ 7 ] |